# Barlovento (gemeente)
Barlovento is een gemeente op het eiland La Palma, in de Spaanse provincie Santa Cruz de Tenerife in de regio Canarische Eilanden, met een oppervlakte van 44 km². Barlovento telt 1.886 inwoners (1 januari 2016). Het hoogste punt van deze gemeente ligt op 548 meter boven zeeniveau.
Het dorp Barlovento ligt hoog en winderig, zeer vruchtbaar en waterrijk, aan een kruising van wegen, die in het noorden van het eiland liggen. Het dorp bestaat voornamelijk uit een aantal huizen maar wel met de kerk "Ntra. Señora del Rosario".
De bevolking van Barlovento moet wel boven alles staan om het steile land bewerkbaar te krijgen en de watergalerijen door het gesteente te laten lopen, die het droge land nat houden. Weliswaar is het gebied groen en vochtig, water is niet in vrije vorm verkrijgbaar. Aan de gehele kust rijzen de bananenplantages, het hoofdproduct van de gemeente, op.

## Bezienswaardigheden
- Recreatie Las Mimbreras
- Mirador (uitzichtpunt) de Las Toscas

### Drakenboom
In het nabijgelegen "Las Toscas" groeien de meeste drakenbomen van het eiland. De drakenbloedboom "El Drago" is de nog laatste, mythologische boom en de buitengewoonlijkste endemische boom van de Canarische Eilanden. Van het uitzichtpunt "Las Toscas" voert een interessante weg tussen deze bomen door naar het gemeentedeel Gallegos.

### Waterreservoir
In de nabijheid van het dorp ligt in een oude vulkaankrater het grootste waterreservoir van het eiland met een capaciteit van 5 miljoen m³. Bijna ertegenaan ligt een camping.

### Natuurzwembaden
Een andere plek, waar men de vrije tijd kan doorbrengen is "La Fajana", ten noorden van de vuurtorens "Punta Complida", hier zijn de natuurzwembaden.

## De slag van Lepanto
Barlovento is de enige gemeente van de Canarische eilanden, die nog de traditionele "Slag bij Lepanto" viert. De oorsprong van dit feest is de heftige strijd tussen de eilandbewoners en piraten, die vroeger het eiland innamen. Vroeger vierde men dit feest ook in Santa Cruz de La Palma maar in Barlovento wegens zijn beschermheilige bestaan van "de heilige vrouw van El Rosario".
Die werd in 1571 door de paus als beschermheilige van de soldaten benoemd, die in de zegenrijke zeeslag van Lepanto waren. Voor het feest werden houten schepen gebouwd, verhult met kleurige banen - wit vertegenwoordigde Juan von Osterreich en rood en zwart vertegenwoordigden de Turken. Deze slag eindigde met de nederlaag van de Turken en hun bekering tot het Katholicisme voor het standbeeld van "Jungfrau van El Rosario".

## Geografie
Verwijderd van:
- Santa Cruz de La Palma: 35 km
- Luchthaven: 41 km
- Los Sauces: 12 km
- Puntallana: 25 km
- Garafia: 38 km
- La Laguna: 2 km

Kleine plaatsen rondom Barlovento zijn Gallegos, La Cuesta, Las Cabezadas, Lomo Machin en Topaciegos y La Tosca.

## Feestdagen
- Las Cruces, 3 mei
- Nuestra Señora del Rosario, 13 augustus

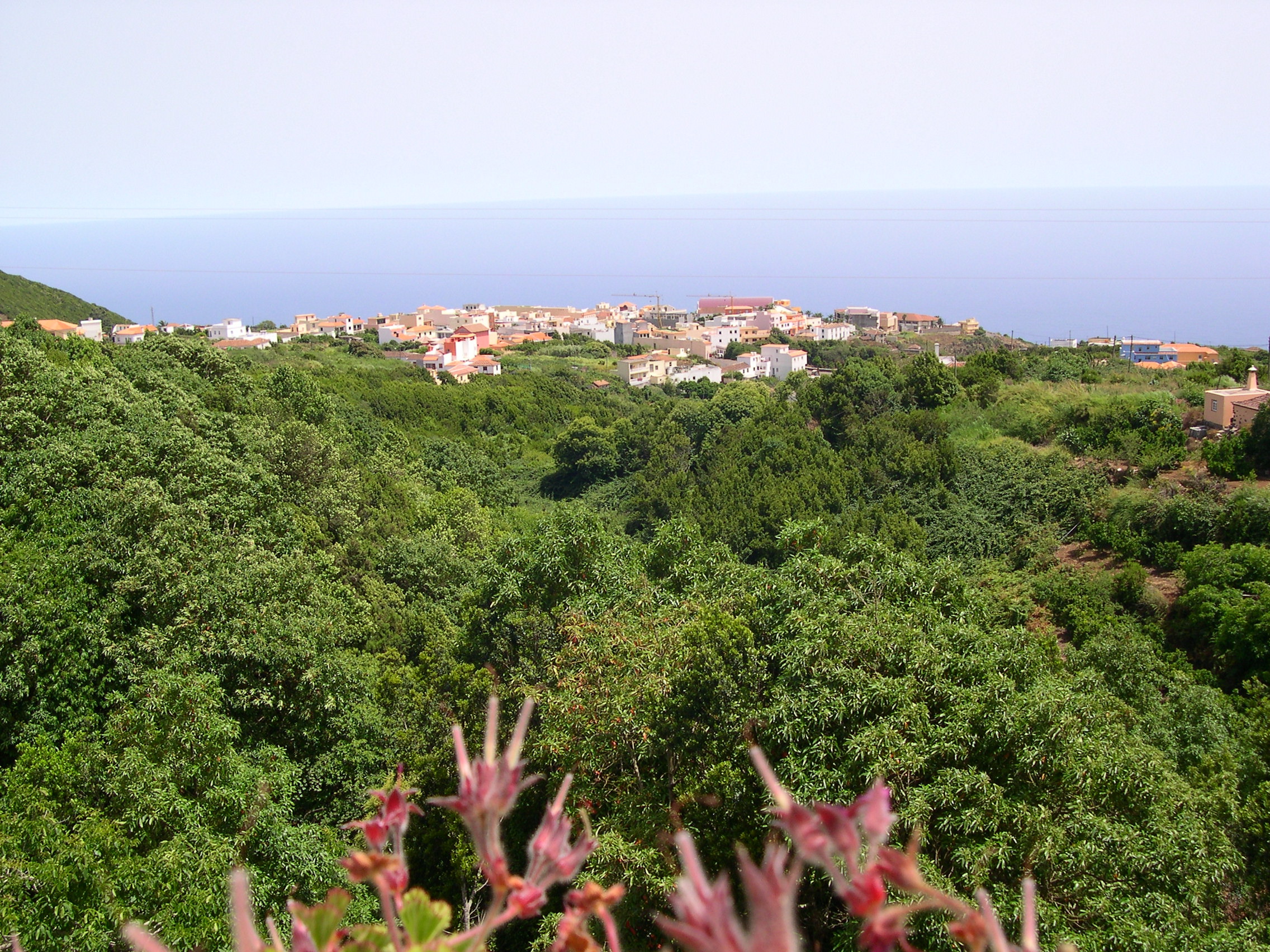
Panorama op de plaats Barlovento

- Nuestra Señora de Carmen, 16 juli
- La Virgen del Cobre, 25 augustus
- La Laguna, 30 mei

## Bevolking
| jaar | inwonertal | dichtheid |
| ---- | ---------- | --------- |
| 1991 | 2644       | 60.71/km  |
| 1996 | 2488       | 57.13/km  |
| 2001 | 2382       | 54.13/km  |
| 2002 | 2378       | 57.13/km  |
| 2003 | 2367       | 66.13/km  |
| 2004 | 2350       | 65.66/km  |

Barlovento · Breña Alta · Breña Baja · Fuencaliente de La Palma · Garafía · Los Llanos de Aridane · El Paso · Puntagorda · Puntallana · San Andrés y Sauces · Santa Cruz de La Palma · Tazacorte · Tijarafe · Villa de Mazo